# Nhà thờ chính tòa Helsinki
Nhà thờ chính tòa Helsinki là nhà thờ chính tòa của Giáo phận Helsinki thuộc Giáo hội Tin lành Luther Phần Lan (Giáo hội Luther), tọa lạc tại khu Kruununhaka ở trung tâm Helsinki, Phần Lan. Công trình được xây dựng từ năm 1830 tới 1852 dưới sự bảo trợ của Đại vương công Phần Lan, Sa hoàng Nikolai I của Nga. Cho tới khi Phần Lan giành độc lập vào năm 1917, nhà thờ còn được gọi là Nhà thờ Thánh Nicôla.